# 甘田駅
甘田駅（あまだえき）は、石川県羽咋郡志賀町甘田に存在した北陸鉄道能登線の駅である。1972年（昭和47年）に廃駅となった。

## 歴史
- 1927年（昭和2年）4月5日：能登鉄道の駅として新設開業。
- 1943年（昭和18年）10月13日：合併により北陸鉄道能登線の駅となる。
- 1972年（昭和47年）6月25日：能登線全線廃止により廃駅となる。

## 駅構造
単式ホーム1面1線の地上駅。無人駅であった。

## 廃止後
駅跡は空き地となっている。

## 隣の駅
北陸鉄道
能登線
柴垣駅 - 甘田駅 - 大島駅